# Брандис, Катя
Катя Брандис  — немецкая писательница, журналист. Работает в жанре young adult, молодёжного фэнтези.
Настоящее имя — Сильвия Энглерт.
Родилась в 1970 году. Изучала немецкую, английскую, американскую, культуру, работала журналисткой. Литературой начала заниматься в качестве хобби, однако вскоре вошла во франкфуртский писательский кружок, опубликовала первый роман и стала всерьез заниматься творчеством, оставив журналистскую деятельность.
Книги Кати Брандис отличаются ярким и захватывающим сюжетом, интересными персонажами, атмосферностью. Произведения автора неизменно становятся бестселлерами Spiegel, их с удовольствием читают дети, подростки и взрослые.
Наибольшую популярность завоевала серии «Дети леса»,и дети моря ,в которую входят романы:
- "Превращение Карага";
- "Опасная дружба";
- "Тайна Холли";
- "Месть пумы";
- "Секрет сфинкса";
- "День огня";
- "Новые приключения! Караг и волчье испытание";
- "Новые приключения! Двенадцать секретов".

Автор ведет литературные курсы и семинары, один из которых — «Советы для молодых людей, которые любят писать» — номинирован на премию Deutschen Jugendliteraturpreis.